# マイアミグランプリ
マイアミグランプリ（マイアミGP、米: Miami Grand Prix）は、2022年からアメリカ合衆国・フロリダ州マイアミ郊外のマイアミガーデンズにあるマイアミ・インターナショナル・オートドロームで開催されているF1世界選手権のレース。

## 概要
2016年にフォーミュラワン・グループを買収しF1の興行権を持つことになったリバティメディアは、テキサス州オースティンのサーキット・オブ・ジ・アメリカズで開催されているアメリカグランプリに続くアメリカ国内での2レース目の開催に積極的な姿勢を見せ、翌2017年末にマイアミがその最有力候補として浮上した。アメリカン・エアラインズ・センター（現：カセヤ・センター）周辺とビスケーン大通りを下るダウンタウンでの市街地コースで早ければ2019年に開催する計画が立てられたが、地元からの反対意見もあって難航し、2019年にこの計画は断念された。
代わってNFLマイアミ・ドルフィンズの本拠地ハードロック・スタジアム周辺での開催案が浮上し、同チームのオーナーを務めるスティーブン・ロスが率いるコンソーシアムとリバティメディアとの交渉が進み、政治的支援やマイアミ市議会の承認が必要ではあるが、2021年からの開催に原則合意した。ところが、新型コロナウイルス感染症の世界的流行によってこの計画の破棄はされていないもの、感染症の解決のめどが立つまで計画は凍結することが決定した。
2021年4月18日、2022年シーズンからマイアミグランプリを開催すると正式発表した。これにより、1984年以来38年ぶりにアメリカ国内での複数レース開催が復活することになった。当初の契約期間は2031年までの10年間であったが、2025年の開催期間中に契約が10年延長され、2041年までの開催が決定した。

## 特筆すべきレース
- 2022年 - 初開催となったこの年は、シャルル・ルクレールがポールポジションを獲得し、フェラーリがフロントローを独占したが、マックス・フェルスタッペンがフェラーリ勢を逆転してレースを制した。
- 2023年 - 予選Q3でタイムを記録できなかったフェルスタッペンは9番手からのスタートとなったが、逆境を跳ね除け2年連続でレースを制した。
- 2024年 - この年からスプリント形式のフォーマットとなり、スプリントはフェルスタッペンが制したが、決勝はランド・ノリスがフェルスタッペンを抑え、110戦目の出走で初勝利を挙げた。
- 2025年 - メルセデスの新人アンドレア・キミ・アントネッリがスプリント予選でポールポジションを獲得。スプリント予選のため、予選の最年少記録には含まれないが、10代（18歳250日）のポールポジション獲得は初となる。スプリントはノリス、決勝はオスカー・ピアストリが優勝し、マクラーレンが両セッションで1-2フィニッシュを決めた。

## 過去の結果
| 年    | 決勝日 | ラウンド | サーキット | 優勝者                     | コンストラクター        | 結果 |
| ----- | ------ | -------- | ---------- | -------------------------- | ----------------------- | ---- |
| 2022  | 5月8日 | 5        | マイアミ   | マックス・フェルスタッペン | レッドブル-RBPT         | 詳細 |
| 2023  | 5月7日 | 5        | マイアミ   | マックス・フェルスタッペン | レッドブル-ホンダ・RBPT | 詳細 |
| 2024  | 5月5日 | 6        | マイアミ   | ランド・ノリス             | マクラーレン-メルセデス | 詳細 |
| 2025  | 5月4日 | 6        | マイアミ   | オスカー・ピアストリ       | マクラーレン-メルセデス | 詳細 |
| 出典: |        |          |            |                            |                         |      |

## 優勝回数

### ドライバー
| 回数  | ドライバー                 | 優勝年     |
| ----- | -------------------------- | ---------- |
| 2     | マックス・フェルスタッペン | 2022, 2023 |
| 1     | ランド・ノリス             | 2024       |
| 1     | オスカー・ピアストリ       | 2025       |
| 出典: |                            |            |

- 太字は2025年のF1世界選手権に参加するドライバー。

### コンストラクター
| 回数  | コンストラクター | 優勝年     |
| ----- | ---------------- | ---------- |
| 2     | レッドブル       | 2022, 2023 |
| 2     | マクラーレン     | 2024, 2025 |
| 出典: |                  |            |

- 太字は2025年のF1世界選手権に参加するコンストラクター。

### エンジン
| 回数  | メーカー     | 優勝年     |
| ----- | ------------ | ---------- |
| 2     | メルセデス   | 2024, 2025 |
| 1     | ホンダ・RBPT | 2023       |
| 1     | RBPT         | 2022       |
| 出典: |              |            |

- 太字は2025年のF1世界選手権に参加するメーカー。

1. 1 2  ホンダ・レーシング（HRC）が製造。

## 冠スポンサー
- Crypto.com（2022年-）[14][15][16][17]